# كيمياء مغناطيسية

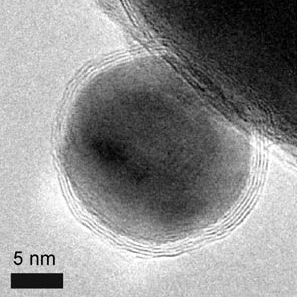
تعتبر الجسيمات النانوية المصنوعة من الكوبالت ذات القشرة الجرافينية أحد أنواع الجسيمات النانوية المغناطيسية المستخدمة حاليًا في الكيمياء المغناطيسية

الكيمياء المغناطيسية هي تفاعلات كيميائية حيث يتميز أحد المتفاعلات، أو الكواشف الكيميائية أو الناتج بخواص مغناطيسية. وعلى الرغم من احتواء هذا التعريف نظريًا على ذرات مغناطيسية وحيدة، إلا أنه من الناحية العملية فإن أصغر الوحدات المغناطيسية هي الجسيمات النانوية المغناطيسية. وتعد الكيمياء المغناطيسية وتطبيقاتها مجالاً متعدد التخصصات، حيث يضم الكيمياء، وعلم الأحياء، وعلوم المواد، إلى جانب الهندسة الكيميائية.

## مجال الاستخدام
نظرًا لأن إنتاج الجسيمات النانوية المغناطيسية يستغرق وقتًا طويلاً وتكاليف مرتفعة، فإن استخدامها لا يكون ذا قيمة إلا في التفاعلات التي يمكن إعادة استخدامها، أو أنها تستخدم بكميات محفزة، أو أن الناتج يكون أكثر نفاسة. وحتى الآن، لا تستخدم الجسيمات النانوية المغناطيسية في ضوء الكيمياء المغناطيسية إلا في الأبحاث العلمية، مثل مجال التحفيز الحيوي، التحفيز، ودعم التحفيز والتكوين في الحالة الصلبة، وكذلك في التكنولوجيا الحيوية والصيدلة. وجديرٌ بالذكر أنه لم يتم بعد تبني أي استخدام صناعي لها. تنشأ إمكانات الكيمياء المغناطيسية وتنوعها من السرعة والسهولة التي تتميز بها عملية فصل الجسيمات النانوية المغناطيسية، الأمر الذي يسهل التخلص من عمليات الفصل المرهقة والمكلفة والتي عادةً ما يتم تطبيقها في مجال الكيمياء. وعلاوةً على ذلك، يمكن توجيه الجسيمات النانوية المغناطيسية عبر المجال المغناطيسي إلى الموقع المطلوب، الأمر الذي يمكّن توفير دقة عالية للغاية في مكافحة مرض السرطان.

### التكنولوجيا الحيوية وتطبيقاتها الطبية
تتجمد الإنزيمات، والبروتينات والمواد النشطة الحيوية والكيميائية الأخرى في الجسيمات النانوية المغناطيسية. مما يتيح التفاعلات حتى مع الجسم البشري ذاته، مثل الفصل الخلوي/الوسم الخلوي، وإزالة السموم من السوائل البيولوجية، وإصلاح الأنسجة، ونقل العقاقير، والتصوير بالرنين المغناطيسي، وفرط الحرارة والتعداء المغناطيسي.

### التحفيز المباشر
تكون جسيمات النانو المغناطيسية غير المغطاة عرضةً للتأكسد، الأمر الذي يجعلها غير ثابتة للتطبيقات المباشرة في عملية التحفيز.

### دعم التحفيز
تعاني نظم دعم التحفيز التقليدية في العادة من انخفاض نسبة تفاعليتها وانتقائيتها نظرًا لأن المركز التحفيزي النشط مدمج في دعامة صلبة. وتتجسد هذه المشكلة عند شل حركة المركز التحفيزي أعلى الجسيمات النانوية عندما تكون نسبة السطح إلى الحجم كبيرة. وفي حالة الجسيمات النانونية المغناطيسية، تُضاف خاصية الفصل السطحي إليها. وقدم تي. جيه. يون وآخرون أقدم الأمثلة على التحفيز باستخدام الروديوم المضاف إلى الجسيمات النانوية المغناطيسية.
وقدم سكاتز وآخرون مثالاً آخر للمحفز المتجمد على الجسيمات النانوية. والمحفز في هذه الحالة هو أوكسيل رباعي ميثيل بيبيريدين (TEMPO) المشع الثابت، الذي تتم إضافته إلى الجسيمات النانوية المغناطيسية المصنوعة من الكوبالت والمغطاة بالجرافين في عدة خطوات تبدأ من تفاعل الديازونيوم، المعروف جيدًا من الأنابيب النانوية الكربونية، والكيمياء النقرية المتتالية. وقد تم استخدام المحفز الناتج بنجاح لإجراء الأكسدة الكيميائية الانتقائية للكحوليات الأولية والثانوية.
وبفضل الخواص المغناطيسية للجسيمات النانوية، قد يحدث التفاعل التحفيزي في مفاعل مستمر التدفق بدلاً من المفاعل الدفعي مع عدم وجود أية بقايا للمحفز في المنتج النهائي. واستخدمت الجسيمات النانوية المصنوعة من الكوبالت والمغطاة بالجرافين لإجراء تلك التجربة، وذلك نظرًا لتميزها بجسيمات الفريت النانوية، التي تعتبر مكونًا أساسيًا لعملية فصل سريعة ونظيفة عبر المجال المغناطيسي الخارجي.

### تخليق الداعم الصلب
تم توليف العديد من الأنظمة الجزيئية على سطح الجسيمات النانوية المغناطيسية المعدلة، مثل الببتيدات.